# Gina Pane
Gina Pane (Biarritz, 24 de mayo 1939-París, 6 de marzo 1990) fue una artista francesa de origen italiano.

## Biografía
Empieza con la actividad artística en la década de los 70. El conflicto árabe-israelí y el final de la guerra de Vietnam marcan la vida política a nivel mundial. El bloqueo comercial, por parte de los países productores de petróleo, provoca una gran crisis y la revuelta de mayo de 1968.

## Antecedentes
Las primeras experiencias de arte corporal se dieron casi simultamenamente en América y en Europa a finales de los años sesenta.
El arte corporal puede considerarse deudor de piezas artísticas procedentes del campo de la pintura y de la escultura (Yves Klein, Piero Manzoni) del Happening (John Cage, Wolf Volstell, Allan Kaprow…) de las acciones Fluxus, de la literatura (Antonin Artaud, George Bataille) y del teatro (The Living Theatre con Julian Beck y Judith Malina)
Dice Klein: "Hace tiempo que he dejado el pincel…Bajo mi dirección la carne misma aplicaba el color a la superfiecie con precisión perfecta" Le vrai devient realité, Zero 3 , 1961
El italiano Piero Manzoni con sus esculturas vivientes (1961) nos llevó a aceptar que cualquier huella física del ser humano podía tener valor artístico.
Los accionistas vieneses (1965-68) a partir de la interpretación de las teorías de S. Freud utilizaron prácticas corporales provocativas y transgresoras tratando constantemente la relación entre religión y sexualidad. Nos muestran la frustración humana causada por los tabúes y represiones sexuales.

## Body art
La creación de las revistas Avalanche y arTitudes juegan un papel decisivo para la consolidación del arte corporal. 
La revista neoyorquina Avalanche fue una iniciativa de Willoughby Sharp y Liza Bear. Se interesan por las prácticas artísticas procesuales (eath works, happenings, performances… ) dando especial importancia al Body Art.
Francois Pluchart creó la revista arTitudes, que durante siete años fue lugar de encuentro de la diversas expresiones de arte corporal.
En el año 1977 se publica el segundo manifiesto corporal con motivo de la exposición L’art corporel celebrada en Bruselas.
En el se establecen las etapas que enmarcan el arte corporal: la primera etapa comprendida entre 1870 y 1960 supone “la liberación de los bello”.(Antonin Artaud, Georges Bataille, Duchamp)
La segunda etapa iniciada en 1965, se denomina “las derivaciones del happening”. En ella están incluidos Klein, Kaprow, los accionistas vieneses.

## Temática
Empieza practicando la pintura y la escultura de estilo minimalista.
A finales de los 60 realiza sus primeras acciones de contenido ecologista en la naturaleza.
Durante casi diez años utilizará la acción como recurso artístico.
Utiliza su propio cuerpo como canal de comunicación artístico.
Se la vinculará con el movimiento llamado Body Art, junto artistas como Vito Acconci, Chris Burden, Marina Abramovic, Bruce Nauman, Dennis Oppenheim…
Gina Pane expone su cuerpo a duras pruebas. Sus acciones están cargadas de un alto contenido agresivo y simbólico.
Nos presenta una doble visión del cuerpo, por un lado objeto sexual y simbólico de fecundidad y por otro lado vehículo de regeneración.
“(…) La herida es la memoria del cuerpo; memoriza la fragilidad, el dolor, es decir, su existencia real. Es una defensa en contra del objeto y de las prótesis mentales” Gina Pane Catálodo del Palau de la Virreina 1990
Desde 1971 a 1979 Gina Pane va a realizar un conjunto de acciones en las que la mutilación del cuerpo, mediante la herida sangrante,  está continuamente presente.
Históricamente la sangre está ligada a las imágenes de la vida y de la muerte, purifica y mancilla. Se la considera peligrosa cuando brota espontáneamente. La menstruación y la el parto son momentos en los que la sangre sale del cuerpo de la mujer. El hombre en muchos pueblos arcaicos considera la sangre menstrual quema la vegetación, acaba con los animales, contamina el agua…
Cuando la sangre brota voluntariamente adquiere connotaciones positivas (ritos propiciatorios)
Gina va vestida siempre de blanco en sus acciones color funerario en las culturas orientales
Sangre, como símbolo de vida y de muerte
Leche ligada a la maternidad y símbolo de la bebida inmortal
Miel asociada a la abeja reina, a la fecundidad
Fuego, germen en el que se reproducen las vidas sucesivas. 

## Obra
Enfoncement d'un rayon de soleil, 1969 
terre protégée, 1970 
Escalade non anesthesiée, 1970, 1971 
Gina Pane asciende con los pies desnudos por una escalera metálica en la que los escalones están llenos de acedados dientes. Al apoyar las palmas de las manos y las plantas de los pies estos sangran. Cuanto mayor fuerza hace para ascender más se clavan las puntas de acero en su piel y mayor es el dolor.
“Denominé la acción Escalade non anesthesiée para protestar contra un mundo en el que todo está anestesiado. La guerra del Vietnam continuaba y mi obra tuvo una clara dimensión política”
Acción sentimental, 1973
Gina se corta la palma de la mano izquierda con una cuchilla de afeitar y deja que su sangre, al manar, resbale entre los dedos.
En todas las acciones se encuentra elementos contradictorios que pueden significar vida o muerte. Al juntarlos Gina Pane intenta enfrentarse al temor de la muerte y encontrar un sentido a la existencia.
A través de las incisiones denota desinterés por los conceptos de belleza y perfección corporal vigentes.
The Conditioning, first action of Self-Portrait(s), 1973
Pane se tiende durante treinta minutos en una estructura de metal sobre unas velas encendidas mientras que el público observa su sufrimiento. Esta performance fue una de las siete que utilizó Marina Abramović en Seven Easy Pieces|http://en.wikipedia.org/wiki/Seven_Easy_Pieces, celebrada en el MOMA de Nueva York en noviembre del 2005.
Psyché, 1974
Se hace una herida en cruz sobre el vientre. El ombligo se convierte en el punto central. Nos recuerdan el carácter procreador del vientre femenino (el ombligo es el punto de unión de madre e hijo y la fuente de alimento del hijo). Esta acción está relacionada con las incisiones que en diversas tribus africanas se realizan las mujeres en el ombligo y en el pubis con el fin de tener hijos. 
Las heridas con forma de cruz cristiana, ponen de manifiesto el interés que tenía la artista por la religión. Gina Pane cree en Dios, dice que ”Dios es obligatoriamente algo que está muy presente”
Cuerpo presente, 1975
En esta acción, empieza por cortarse lentamente la parte superior del pie con una cuchilla de afeitar. Después, comienza a caminar dejando un rastro de sangre en el suelo, así como las huellas de los pies perfectamente visibles. Cada una de las imprentas es singular, única y moldeada solo a partir de su propia sangre. Finalmente, camina descalza, mientras la herida continua sangrando, por un camino de brasas ardientes y ceniza.
L’arte oyir l’art, 1988
Durante los últimos años de su vida, Gina Pane pasó de la utilización de la agresión física al análisis y a la reflexión en el cuerpo adiestrado por las múltiples acciones.